# La Zaida
La Zaida es un municipio español de la provincia de Zaragoza perteneciente a la comarca de Ribera Baja del Ebro, en la comunidad autónoma de Aragón. Tiene un área de 21,36 km² con una población de 432 habitantes (INE 2021) y una densidad de 14,23 hab/km².

## Etimología
El nombre de (La) Zaida procede del término árabe زيدة , Zayda, del nombre propio Zayd toponimizado. La existencia en Aragón de diversos topónimos que incluyen el nombre propio Zayd (Beceite, Calaceite, Zaidín, Binaced, Vinaceite, etc.), así como el distrito -iqlim- de Zaydún al sur de la Marca Superior, sugiere la presencia de la minoría chií zaydí en los distritos al este de Saraqusta

## Demografía
La Zaida cuenta con una población de 428 habitantes (INE 2024).
| Gráfica de evolución demográfica de La Zaida entre 1842 y 2021                                                      |
| |
| Población de derecho según los censos de población del INE Población de hecho según los censos de población del INE |

## Administración y política
| Período   | Alcalde                   | Partido |  |
| --------- | ------------------------- | ------- |  |
| 1979-1983 | Eliseo Falcón Artal       | Ind.    |  |
| 1983-1987 |                           |         |  |
| 1987-1991 |                           |         |  |
| 1991-1995 |                           |         |  |
| 1995-1999 |                           |         |  |
| 1999-2003 |                           |         |  |
| 2003-2007 | Salvador Soriano Casamián | PSOE    |  |
| 2007-2011 | Salvador Soriano Casamián | PSOE    |  |
| 2011-2015 | Salvador Soriano Casamián | PSOE    |  |
| 2015-2019 | Salvador Soriano Casamián | PSOE    |  |

| Partido político    | Partido político                                   | 2003   | 2007   | 2011   | 2015   | 2019   |
| Partido político    | Partido político                                   | Ediles | Ediles | Ediles | Ediles | Ediles |
|                     | Partido de los Socialistas de Aragón (PSOE-Aragón) | 4      | 4      | 6      | 3      | 4      |
|                     | Partido Aragonés (PAR)                             | 2      | 2      | —      | 3      | 3      |
|                     | Partido Popular de Aragón (PP)                     | 1      | 1      | 1      | 1      | —      |
|                     | Chunta Aragonesista (CHA)                          | —      | —      | —      | —      | —      |
| Total de concejales | Total de concejales                                | 7      | 7      | 7      | 7      | 7      |

## Fiestas
- Santa Águeda, 5 de febrero
- San Roque, 16 de agosto
- Santa Bárbara, 4º de adviento